# Wyżnie Żabie Wrótka
Wyżnie Żabie Wrótka (niem. Oberes Froschtörl, słow. Vyšné žabie vrátka, węg. Felső-Békás-kapu) – przełączka w Żabiej Grani (Grań Żabich) w Tatrach Wysokich. Znajduje się pomiędzy Żabim Mnichem (2146 m) a położonym po jego północnej stronie Zadnim Żabim Zębem. Żabia Grań oddziela Dolinę Rybiego Potoku od Doliny Żabich Stawów Białczańskich. Biegnie nią granica polsko-słowacka. Na zachodnią (polską) stronę z Wyżnich Żabich Wrótek opada żleb łączący się ze żlebem z Żabich Wrótek. Żleb ten przecina Białczański Upłaz.
Pierwsze przejście przełączki miało miejsce w czasie pierwszego przejścia grani od Białczańskiej Przełęczy na Żabiego Mnicha Janusz Chmielowski, Adam Kroebl, Adam Staniszewski i przewodnik Józef Gąsienica Tomków 18 sierpnia 1907 roku.
Nazwę przełączki utworzył Władysław Cywiński w 1999 roku.